# Парогенератор
Парогенера́тор е топлообменен апарат за производство на водна пара с налягане над атмосферното за сметка на топлината на първичния топлоносител, постъпващ от ядрения реактор.
Преди с термина „парогенератор“ се обозначава и парния котел, но, с появата на атомните електростанции, съвременното значение започва да измества първоначалното. Съвременните стандарти не допускат наричането на парните котли парогенератори. Също в някои области от знанието под термина може да се разбират и електрокотлите и котлите-утилизатори.
Парогенераторите се използват в дву- и триконтурните АЕЦ. При едноконтурните тяхната роля играе самият ядрен реактор. Парогенераторите, заедно с кондензаторите, турбините и междинните топлообменници (при триконтурната схема), са основни топлообменници на АЕЦ, от характеристиките на които съществено зависят КПД и икономическите характеристики на електростанциите.

## Парогенератор на АЕЦ
В болшинството атомни електростанции се използва типова схема за преобразуването на атомната енергия в електричество: ядрените реакции нагряват топлоносител (най-често вода). Горещата вода от реактора с помпи се вкарва през парогенератор, където отдава част от топлината, и отново се връща в реактора. Тъй като тази вода е под голямо налягане, тя остава в течно състояние (в съвременните реактори от типа ВВЕР около 160 атмосфери при температура ~330 °C). В парогенератора тази топлина се предава на водата от втория контур, която се намира под много по-ниско налягане (наполовина и повече от налягането на първия контур), която поради това завира. Образуваната пара постъпва в парната турбина, въртяща електрогенератор, а след това кондензатор, където парата се охлажда, тя се кондензира и отново постъпва в парогенератора. Кондензаторът се охлажда с вода от външен открит източник на вода (например, езеро-охладител).
И първият и вторият контур са затворени, за да се намали вероятността от изтичане на радиация. Размерите на конструкцията на първия контур са минимизирани, за да се снижат радиационните рискове. Парната турбина и кондензаторът не взаимодействат с водата от първия контур, което облекчава ремонта и намалява количеството на радиоактивните отпадъци при демонтаж на станциите.
Типовият парогенератор се състои от хиляди тръбички, по които се изпомпва топлоносителя от първия контур. Тръбичките са потопени в топлоносителя на втория контур. За времето на дългата (десетки години) служба на станциите в тръбичките може да се развият дефекти. Това може да доведе до теч на топлоносителя от първия контур във втория. Поради това, при плановите спирания на реактора състоянието на топлообменните тръбички се контролира и се затварят (затапват) дефектните. В редки случаи се налага смяната на целия парогенератор, но обикновено срокът на службата на парогенератора е равен на срока на службата на реактора.

## Класификация и принцип на действие
Парогенераторът представлява рекуперативен топлообменен апарат, в който топлинната енергия се предава от топлоносителя на първия контур към работното тяло на втория контур чрез повърхностите за теплообмен и така се генерира парата, захранваща турбината. При триконтурната схема (реактор на бързи неутрони) има и междинни топлообменници. Топлината чрез тях се предава от първия контур във втория (и двата с метален течен топлоносител), а в парогенераторите се предава топлината от втория контур на третия, воден.
В състава на парогенератора може да вклизат различни елементи: икономайзер, изпарител, паропрегревател, междинен паропрегревател (промишленото прегряване също може да се осъществява в специални теплообменници, не влизащи в състава на парогенератора).
Парогенераторите се класифицират на:
- според вида на първичния топлоносител – воден, течнометален, газов и др.;
- според организацията на движението на работното тяло в изпарителя – с многократна естествена циркулация, с многократна принудителна циркулация, правотокови;
- според наличието на корпус (кожух), в който са разположени топлообменните повърхности – корпусни (кожухо-тръбни) и тип „тръба в тръба“;
- според броя корпуси (корпусните) биват: еднокорпусни, многокорпусни (отделните елементи имат собствени корпуси), секционни (разделени са на няколко секции, имащи общи системи за регулиране на разхода на топлоносител и работното тяло), секционно-модулни (секциите се състоят от отделни модули, в които се разполагат различните елементи);
- според особеностите на компоновката – хоризонтални (съветско и руско направление на развитието) и вертикални (западно).

## Автоматично регулиране на парогенераторите
Задачата на системите за автоматично регулиране на парогенераторите се явява осигуряването на необходимото натоварване, постоянни параметри на прегрятата пара и най-икономичното изгаряне на горивото. Проблем при регулирането е зависимостта на различните параметри един от друг. Така например изменението е разхода на захранващата вода влияе на производителността на агрегата, налягането и температурата на парата. Основният параметър за регулиране се явява температурата на прегрятата пара, тъй като тя се влияе от промяната на болшинството параметри. Така парогенераторът представлява сложен обект за регулиране, с много взаимносвързани параметри, за това автоматичното регулиране заема важно място за нормалната работа на парогенератора.

### Технологични защити на парогенераторите
При нарушаване на нормалния режим на работа на парогенератора се случва отклонение на регулируемата величина от зададените стойности. За да се избегнат аварийните ситуации в работата на парогенератора е необходимо да има определени стойности, при които да се включва защитата. Тези стойности се наричат параметри на сработване. Сигналите на защитата обикновено са звукови или/и светлинни, избразяващи се върху контролното табло за управление.

### Класификация на защитните устройства
Защитните устройства, използвани в системите за защита на парогенератора, са следните:
- Импулсно-предохранително устройство (обикновено се използва при увеличаване на налягането на парата свръх допустимото).
- Автомат тип АЗК-4 (използва се за спиране на парогенератора при изгасване на факела или за включване на инжекторите по време на потъмняване на праховия факел в огнището).